# Mably (Loire)
Pour les articles homonymes, voir Mably.
Mably est une commune française située dans le département de la Loire en région Auvergne-Rhône-Alpes.

## Géographie
Mably est une ville du centre de la France, dans l'agglomération roannaise ; sur le territoire de la commune passent la Loire et le canal de Roanne à Digoin.
- Quartiers : Le Bourg, Les Tuileries, L'Arsenal, Les Sables, La Billodière, Cornillon, Le Marly, Les Buttes, Noyon (cité).

### Communes limitrophes
| Noailly               | Briennon |        |
| Saint-Romain-la-Motte | Mably    | Vougy  |
|                       | Riorges  | Roanne |

### Climat
Pour des articles plus généraux, voir Climat d'Auvergne-Rhône-Alpes et Climat de la Loire.
En 2010, le climat de la commune est de type climat océanique dégradé des plaines du Centre et du Nord, selon une étude du Centre national de la recherche scientifique s'appuyant sur une série de données couvrant la période 1971-2000. En 2020, Météo-France publie une typologie des climats de la France métropolitaine dans laquelle la commune est exposée à un climat de montagne ou de marges de montagne et est dans une zone de transition entre les régions climatiques « Centre et contreforts nord du Massif Central » et « Nord-est du Massif Central ».
Pour la période 1971-2000, la température annuelle moyenne est de 10,8 °C, avec une amplitude thermique annuelle de 16,7 °C. Le cumul annuel moyen de précipitations est de 747 mm, avec 9,9 jours de précipitations en janvier et 7,6 jours en juillet. Pour la période 1991-2020, la température moyenne annuelle observée sur la station météorologique de Météo-France la plus proche, « Riorges - Man », sur la commune de Riorges à 5 km à vol d'oiseau, est de 12,3 °C et le cumul annuel moyen de précipitations est de 711,4 mm,. Pour l'avenir, les paramètres climatiques de la commune estimés pour 2050 selon différents scénarios d'émission de gaz à effet de serre sont consultables sur un site dédié publié par Météo-France en novembre 2022.
| Mois                                  | jan.           | fév.           | mars          | avril         | mai           | juin          | jui.          | août          | sep.            | oct.            | nov.             | déc.           | année    |
| ------------------------------------- | -------------- | -------------- | ------------- | ------------- | ------------- | ------------- | ------------- | ------------- | --------------- | --------------- | ---------------- | -------------- | -------- |
| Température minimale moyenne (°C)     | 0,5            | 0,3            | 2,5           | 5,1           | 9,2           | 13            | 14,8          | 14,4          | 10,6            | 8,1             | 3,8              | 1,3            | 7        |
| Température moyenne (°C)              | 4,1            | 4,8            | 8,2           | 11,2          | 15,3          | 19,2          | 21,2          | 21            | 16,7            | 12,9            | 7,7              | 4,8            | 12,3     |
| Température maximale moyenne (°C)     | 7,8            | 9,3            | 13,8          | 17,2          | 21,3          | 25,4          | 27,6          | 27,6          | 22,7            | 17,8            | 11,7             | 8,2            | 17,5     |
| Record de froid (°C) date du record   | −25 23.01.1963 | −21 05.02.1963 | −14 01.03.05  | −8 08.04.03   | −3 01.05.1960 | 1 04.06.1962  | 3 07.07.1962  | 2 31.08.1998  | −1,8 29.09.1972 | −9,4 30.10.1997 | −11,6 24.11.1998 | −16 22.12.1963 | −25 1963 |
| Record de chaleur (°C) date du record | 18,6 10.01.15  | 24 28.02.1960  | 27,3 24.03.01 | 33 19.04.1949 | 35 17.05.1945 | 40,2 27.06.19 | 42 30.07.1947 | 40,8 12.08.03 | 38 06.09.1949   | 30,6 04.10.04   | 25 09.11.1985    | 21 05.12.06    | 42 1947  |
| Précipitations (mm)                   | 41,8           | 33             | 37,9          | 53,4          | 78,3          | 74,2          | 73            | 69,9          | 68,1            | 69,1            | 68,2             | 44,5           | 711,4    |

## Urbanisme

### Typologie
Au 1er janvier 2024, Mably est catégorisée centre urbain intermédiaire, selon la nouvelle grille communale de densité à sept niveaux définie par l'Insee en 2022.
Elle appartient à l'unité urbaine de Roanne, une agglomération intra-départementale regroupant 15  communes, dont elle est une commune de la banlieue,,. Par ailleurs la commune fait partie de l'aire d'attraction de Roanne, dont elle est une commune du pôle principal,. Cette aire, qui regroupe 88 communes, est catégorisée dans les aires de 50 000 à moins de 200 000 habitants,.

### Occupation des sols
L'occupation des sols de la commune, telle qu'elle ressort de la base de données européenne d’occupation biophysique des sols Corine Land Cover (CLC), est marquée par l'importance des territoires agricoles (69,2 % en 2018), en diminution par rapport à 1990 (73,1 %). La répartition détaillée en 2018 est la suivante : 
prairies (48,7 %), zones agricoles hétérogènes (16,4 %), zones industrielles ou commerciales et réseaux de communication (10 %), zones urbanisées (9,5 %), forêts (5,4 %), eaux continentales (4,4 %), terres arables (4,2 %), espaces verts artificialisés, non agricoles (1,4 %). L'évolution de l’occupation des sols de la commune et de ses infrastructures peut être observée sur les différentes représentations cartographiques du territoire : la carte de Cassini (XVIIIe siècle), la carte d'état-major (1820-1866) et les cartes ou photos aériennes de l'IGN pour la période actuelle (1950 à aujourd'hui).

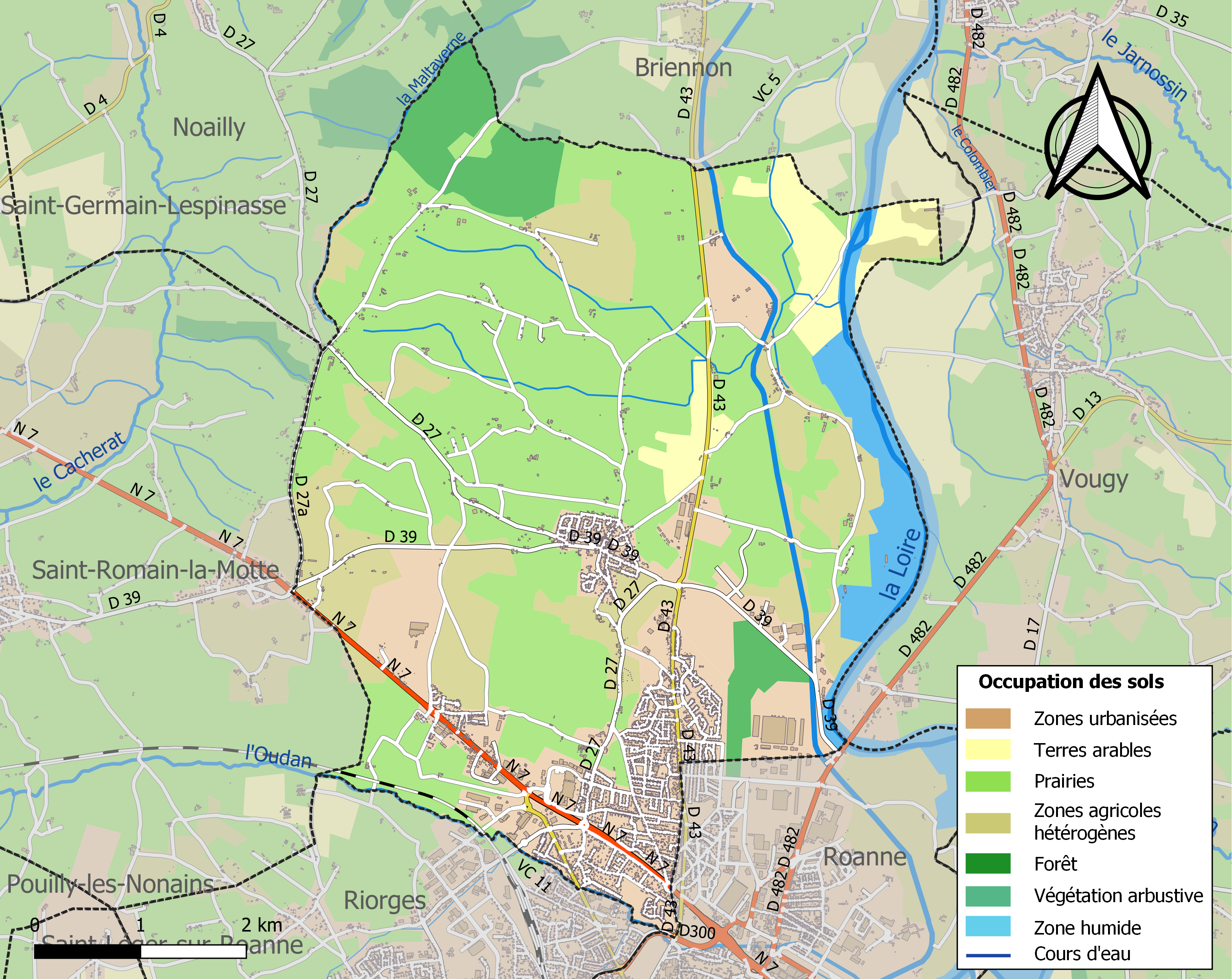
Carte des infrastructures et de l'occupation des sols de la commune en 2018 (CLC).

## Blasonnement
| Blason | Blasonnement : De sinople à la roue dentée d’argent accostée de deux épis de blé tigés et feuillés d’or, au chef d’argent papelonné de gueules. |

Blason constitué de vert, jaune et rouge, représentant l'activité industrielle et rurale.

## Histoire

### Antiquité
Durant l'Antiquité, Mably se situe sur un axe Rodumna/Roanne à Autun mais aussi sur celui de Lugdunum/Lyon à Bourges. C'est pour cette raison qu'au lieu-dit de Bonvert, les archéologues retrouvent régulièrement des vestiges archéologiques (nécropoles, céramiques, habitats).
Il est mentionné que les découvertes, certes fortuites, commencent au XIXe siècle. De plus, lors du percement du canal Roanne-Digoin, de nombreux restes humains sont retrouvés.
On peut noter que les recherches du Groupe de recherches archéologiques et historiques du Roannais qui sont menées de 1964 à 1966, ont permis d'exhumer une villa antique d'une trentaine de mètres carrés. Ce vestige est en partie détruit lors de la construction d'une aile de l'hôpital de Bonvert en 1972.
La ville existe depuis la création de Rodumna (Roanne).

### Période contemporaine (XIXe-XXe-XXIe)
En 1917 s'installe à Mably un arsenal, qui existe toujours. Il a toutefois beaucoup perdu d'importance, et est aujourd'hui sous le contrôle de Nexter.
Mably a aussi un site de tuileries.

## Politique et administration

### Liste des maires
| Période                                  | Période   | Identité            | Étiquette | Qualité                                                            |
| ---------------------------------------- | --------- | ------------------- | --------- | ------------------------------------------------------------------ |
| Les données manquantes sont à compléter. |           |                     |           |                                                                    |
| 1944                                     | 1947      | Joanny Chollet      |           |                                                                    |
| 1947                                     | 1953      | Arthur Duc          |           |                                                                    |
| 1953                                     | 1962      | Alexandre Pouquet   |           |                                                                    |
| 1962                                     | 1965      | Joannès Pigat       |           |                                                                    |
| 1965                                     | mars 1977 | Jean Baptiste Peyra |           |                                                                    |
| mars 1977                                | 1996      | Paul Desroches      | PCF       | Conseiller général du canton de Roanne-Nord (1979-1992)            |
| 1996                                     | mars 2001 | Daniel Rimaud       | PCF       |                                                                    |
| mars 2001                                | 2020      | Jean-Jacques Ladet  | PS        | Médecin Conseiller départemental du canton de Roanne-1 depuis 2015 |
| mai 2020                                 | En cours  | Éric Peyron         | DVG       |                                                                    |

### Politique de développement durable
La commune s’est engagée dans une politique de développement durable en lançant une démarche d'Agenda 21 en 2009.

### Tendances politiques et résultats
Les personnalités exerçant une fonction élective dont le mandat est en cours et en lien direct avec le territoire de la commune de Mably sont les suivantes :
| Élection        | Territoire         | Titre                         | Nom                                  | Début de mandat | Fin de mandat |
| --------------- | ------------------ | ----------------------------- | ------------------------------------ | --------------- | ------------- |
| Municipales     | Mably              | Maire                         | Éric Peyron                          | 2020            | 2026          |
| Départementales | Roanne-1           | Conseillers départementaux    | Brigitte Dumoulin Jean-Jacques Ladet | 29 mars 2015    | 2021          |
| Législatives    | 5e circonscription | Député                        | Antoine Vermorel-Marques             | 19 juin 2022    | juin 2022     |
| Régionales      | Rhône-Alpes        | Président du conseil régional | Laurent Wauquiez                     | 27 juin 2021    | 2028          |
| Présidentielles | France             | Président de la République    | Emmanuel Macron                      | 24 avril 2022   | avril 2027    |

## Démographie
En 2022, la commune comptait 7 246 habitants. L'évolution du nombre d'habitants est connue à travers les recensements de la population effectués dans la commune depuis 1793. Une réforme du mode de recensement permet à l'Insee de publier annuellement les populations légales des communes à partir de 2006. Pour Mably, commune de moins de 10 000 habitants, les recensements ont lieu tous les cinq ans, les populations légales intermédiaires sont quant à elles estimées par calcul. Les populations légales des années 2006, 2011, 2016 correspondent à des recensements exhaustifs.
| 1793 | 1800 | 1806 | 1821 | 1831 | 1836 | 1841 | 1846  | 1851  |
| ---- | ---- | ---- | ---- | ---- | ---- | ---- | ----- | ----- |
| 340  | 610  | 639  | 770  | 799  | 804  | 913  | 1 018 | 1 023 |

| 1856  | 1861  | 1866  | 1872  | 1876  | 1881  | 1886  | 1891  | 1896  |
| ----- | ----- | ----- | ----- | ----- | ----- | ----- | ----- | ----- |
| 1 140 | 1 197 | 1 432 | 1 410 | 1 434 | 1 454 | 1 446 | 1 464 | 1 536 |

| 1901  | 1906  | 1911  | 1921  | 1926  | 1931  | 1936  | 1946  | 1954  |
| ----- | ----- | ----- | ----- | ----- | ----- | ----- | ----- | ----- |
| 1 723 | 1 686 | 1 588 | 2 356 | 3 035 | 3 157 | 3 174 | 3 726 | 5 020 |

| 1962  | 1968  | 1975  | 1982  | 1990  | 1999  | 2006  | 2011  | 2016  |
| ----- | ----- | ----- | ----- | ----- | ----- | ----- | ----- | ----- |
| 5 056 | 5 301 | 6 548 | 7 945 | 8 291 | 7 624 | 7 503 | 7 603 | 7 689 |

| 2021  | 2022  | - | - | - | - | - | - | - |
| ----- | ----- | - | - | - | - | - | - | - |
| 7 382 | 7 246 | - | - | - | - | - | - | - |

## Économie et industrie
- usine Valmy-SEGETEX, fabricant de masques FFP2[20]

## Lieux et monuments
- Châteaux : Cornillon et Mably ; celui de Bonvert a été rasé en janvier 2005.
- L'étang du Merlin situé sur la commune est un petit étang réservé à la pêche.
- L'étang de Cornillon (dorénavant appelé étang Fédéral) lui aussi réservé à la pêche est une ancienne gravière, il est situé en bord de Loire.
- Le moulin de Cornillon, toujours en activité, est classé monument historique.
- Église du Sacré-Cœur de l'Arsenal.
- Église Saint-Barthélemy de Mably.

## Jumelages
- Wannweil (Allemagne)
- Wantage (Angleterre)
- Puerto Lumbreras (Espagne)
- Pô (Burkina Faso)

## Personnalités liées à la commune
- Gabriel Bonnot de Mably[21] (° 1709 - † 1785), philosophe français.
- Joseph Carrère (1904-1954), joueur de rugby à XV et rugby à XIII mort à Mably.
- Charles Lamarque (1908-1986), joueur de rugby à XV et rugby à XIII mort à Mably.
- Élie Brousse (1921-2019), joueur de rugby à XIII mort à Mably.
- Joseph Crespo (1925-2004), joueur de rugby à XV et rugby à XIII mort à Mably.